# Capys (zoon van Assaracus)
Capys of Kapys (Oudgrieks: Κάπυς) was een zoon van Assaracus, koning van Troje, en de waternimf (Naiade) Hieromnemone.
Capys was volgens Vergilius een Trojaan, grootvader van Aeneas. Hij was een van de Trojanen die van mening was dat het Houten Paard niet binnen gehaald moest worden, maar in het water gegooid diende te worden of er een vuurtje onder te stoken. Vergilius maakt tevens melding van het feit dat de stad Capua vernoemd is naar deze Capys.
Samen met Themis had hij een zoon: Anchises.
Volgens de Aeneis maakte Capys onderdeel uit van de vloot van Aeneas en is hij omgekomen, met zijn gehele schip, bij de schipbreuk voor de kust van Carthago.